# Мощанка (Опольське воєводство)
Мощанка (пол. Moszczanka, нім. Langenbrück) — село в Польщі, у гміні Прудник Прудницького повіту Опольського воєводства.
Населення — 1114 осіб (2011).
У 1975-1998 роках село належало до Опольського воєводства.

## Демографія
Демографічна структура станом на 31 березня 2011 року:
|          | Загалом | Допрацездатний вік | Працездатний вік | Постпрацездатний вік |
| -------- | ------- | ------------------ | ---------------- | -------------------- |
| Чоловіки | 536     | 109                | 375              | 52                   |
| Жінки    | 578     | 121                | 332              | 125                  |
| Разом    | 1114    | 230                | 707              | 177                  |